# Jean Frydman
Jean Frydman (Varsó, Lengyelország, 1925. június 26. – Savyon, Izrael, 2021. március 14.) francia üzletember, az ellenállási mozgalom tagja a második világháború alatt.

## Élete
1925-ben született, 15 éves volt, amikor a második világháború idején csatlakozott a francia ellenállási mozgalomhoz. 1944 nyarán sikerült megszöknie arról a vonatról, amely sok társával együtt Buchenwaldba vitte volna a drancyi gyűjtőtáborból.
Az 1950-es években ő lett a francia Europe 1 rádiócsatorna első menedzsereinek egyike, 1957 és 1962 között dolgozott a rádió vezetőjeként, közben televíziós és hirdetési cégeknél is betöltött vezető posztokat.
Dolgozott audiovizuális szakemberként a L’Oréalnál is, idősebb korában pedig politikai tanácsadóként is tevékenykedett, egyebek közt Jichák Rabint és Ehúd Bárákot is segítette tanácsaival, illetve tagja volt annak a tanácsadó testületnek, amely az izraeli külügyi tárca munkáját segíti.

## Magánélete
Frydman zsidó vallású, nős ember volt. Jó baráti viszonyt ápolt Valéry Giscard d’Estaing korábbi francia államelnökkel és Dominique Strauss-Kahn francia politikussal.